# たんぽぽ (タンポポの曲)
「たんぽぽ」は、タンポポの3枚目のシングル。1999年6月16日に発売された。

## 概要
アルバム『TANPOPO 1』よりリカットされたシングルで、歌詞の一部とパート割が変更されている。
初回仕様特典にはトレーディングカードが封入されている。
フジテレビ系列『笑う犬の生活-YARANEVA!!-』エンディングテーマ。
テレビ東京系列『アイドルをさがせ!』オープニングテーマ。

## 収録曲
全作詞・作曲：つんく
1. たんぽぽ (Single Version) - (5:20)
編曲：小西貴雄
2. A Rainy Day - (3:33)
編曲：山内薫
3. たんぽぽ (Instrumental) - (5:20)

## 参加ミュージシャン
たんぽぽ (Single Version)
- ギター：増崎孝司
- キーボード&プログラミング：小西貴雄
- マニピュレータ：勝浦剛
- ストリングス：北京愛樂楽団
- コーラス：タンポポ

A Rainy Day
- ギター：西田剛
- ベース&キーボード&プログラミング：山内薫
- コーラス：タンポポ